# Mycoplasma felifaucium
Mycoplasma felifaucium è una specie di batterio appartenente alla famiglia delle Mycoplasmataceae.